# Лухаяэр, Арнольд Иоганович
А́рнольд Лу́хаяэр (эст. Arnold Luhaäär, 20 октября 1905 — 19 января 1965) — эстонский тяжелоатлет, призёр Олимпийских игр в Амстердаме (1928) и Берлине (1936).
Родился в Мыйзакюле, Российская империя. В 1928 году на Олимпийских играх в Амстердаме он завоевал серебряную медаль в весовой категории свыше 82,5 кг. В 1932 году Эстония не послала делегацию на Олимпийские игры в Лос-Анджелесе, но зато в 1933 году Арнольд Лухаяэр завоевал серебряную медаль чемпионата Европы. В 1936 году он стал бронзовым призёром Олимпийских игр в Берлине, а в 1938 — бронзовым призёром чемпионата мира.
После Второй мировой войны в 1946—1948 годах был президентом клуба «Спартак» (Таллин), а в 1949—1952 годах возглавлял судейскую коллегию Федерацию тяжёлой атлетики Эстонской ССР.